# 时田贵司
時田貴司（1965年1月24日－）是在日本史克威尔艾尼克斯工作的电子游戏开发者。他自1985年起开始在此工作，并领衔设计了《最终幻想IV》，并担任《寄生前夜》和《时空之轮》的总监。时田是史克威尔艾尼克斯开发第7部的组长。

## 简介
时田于1985年加入史克威尔公司，同时加入的还有河津秋敏和纳赛尔·吉贝利。他最初是一名兼职雇员，负责图形设计与音效工作。
在担任1991年游戏《最终幻想IV》的主设计师后，他便在史克威尔全职工作，而该游戏只有14名工作人员。参与《最终幻想IV》的工作前，时田想成为一名戏剧演员，但在游戏的制作中，他决定成为一名“伟大的”电子游戏“创作者”。时田感到《最终幻想IV》是系列第一个加入戏剧性的游戏，也是第一个“非常深入角色与剧情”的日式RPG。他还认为《最终幻想IV》很好的利用了前三部游戏的精华部分。
在《最终幻想III》和《最终幻想IV》成功重制后，团队期望做一款相同风格的新游戏，即《光之4战士 最终幻想外传》。
他还以负责《寄生前夜》与编写游戏剧本而知名；他认为系列后来的游戏就像“交给了”其他人。他还以负责《时空之轮》而知名。此外他还领导开发了《最终幻想IV The After -月之归还-》。

### 产业观点
当时田开始制作游戏时，他认为游戏设计正是“你能创作什么？你能为特定平台提供何类软件？”但如今他认为游戏开发是“基础结构和内容”。他最大的灵感来源是《勇者斗恶龙II》，在他之前玩过的游戏中，没有游戏能如此让他投入情感。

## 制作游戏
- 中山美穗的心跳高校 （1987）－图形设计
- 史克威尔的汤姆·索亚 （1989）－图形设计
- 魔界塔士 沙加 （1989）－精灵图形、角色设计
- 公路之星II （1990）－音效
- 最終幻想III （1990）－音效
- 最終幻想IV （1991）－主设计师
- 最終幻想V （1992）－特别感谢
- 狂飆騎士 （1994）－总监、编剧、事件设计
- 时空之轮 （1995）－总监
- 太空竞赛 （1996）－制作人
- 最終幻想VII （1997）－事件策划
- 寄生前夜 （1998）－总监、编剧
- 寄生前夜II （1999）－特别顾问
- 陆行鸟赛车 ～通往幻界之路～ （1999）－总监
- 絕命保鑣 （2000）－总监、戏剧创作
- 半熟英雄 对 3D (2003) 总监、制作人
- 蛋兽英雄 （2004）－总监、制作人
- 半熟英雄4 （2005）－总监、制作人
- 最終幻想I·II Advance （2005）－设计师、制作人
- 最終幻想IV Advance （2005）－监督
- 武藏传II Blade Master （2005）－制作人
- 最終幻想IV （2007，任天堂DS）－总监、执行制作人
- 最終幻想IV The After -月之归还- （2008）－制作人
- 七日死亡游戏 （2008）－制作人
- 光之4战士 最终幻想外传 （2009）－总监
- 纷争012 最终幻想 （2011）－特别感谢
- 活祭之夜 （2011）－共同总监
- 最終幻想IV 完美收藏版 （2011）－监督
- 最终幻想 节奏剧场 （2012）－特别感谢
- 最终幻想传奇 光与暗的战士 （2012）－制作人
- 恶魔之痕 （2012）－制作人